# Phthiotide
Pour la région antique du même nom, voir Phthie.
La Phthiotide (en grec : Περιφερειακή ενότητα Φθιώτιδας) est un district régional de la Périphérie de Grèce-Centrale. Avant 2010 et la réforme Kallikratis, elle avait le statut de nome avec la même étendue géographique.
La Phthiotide a pour chef-lieu et seule grande ville Lamía, qui est un centre commercial et un nœud de communications. C'est une région principalement agricole (coton, riz et céréales surtout). Elle est traversée par le fleuve Sperchios. Elle correspond à l'ancienne région historique de Phthie, plus vaste que le territoire actuel.

## Histoire
L'actuelle Phthiotide correspond à une partie de l'ancienne région antique de Phthie, royaume d'Achille et des Myrmidons.
Au XIIe siècle, à la suite de la quatrième croisade (1204), le pays, jusque-là inclus dans le thème byzantin de l'Hellade, passe aux mains des « Latins », partagé entre le royaume de Thessalonique (nord) et la Principauté d'Achaïe ou le duché d'Athènes selon les périodes (sud). Il en est libéré (du point de vue grec) en 1210 par le despote grec d'Épire mais, en 1394, la Phthiotide est conquise par l'Empire ottoman.
Sous la domination ottomane, la Phthiotide fait partie des sandjaks de Tríkala (Tırhal) ou du Nègrepont (Eğriboz) selon les périodes. Sa population se soulève pendant la guerre d'indépendance grecque : en 1830, elle est partagée entre le nouveau royaume de Grèce (sud) et l'Empire ottoman (nord) mais, deux ans plus tard, au traité de Londres (1832), elle est entièrement incluse en Grèce,.
Pendant la Seconde Guerre mondiale, une bataille moderne oppose, sur le site historiquement fameux des Thermopyles, les Alliés (ici néo-zélandais et australiens) aux Allemands, victorieux. Durant l'Occupation, la Phthiotide est attribuée pendant trois ans à la zone d'occupation italienne, jusqu'au retour des Allemands à l'automne 1943 ; une guerre de harcèlement s'ensuit entre la Résistance grecque et l'occupant, jusqu'à la Libération de 1944.

## Municipalités

Les municipalités du district régional de Phthiotide créées par le Programme Kallikratis (2010)

| Dème                | Chef-lieu          | District municipal        | Code d'YPES | Chef-lieu           | Code postal |
| ------------------- | ------------------ | ------------------------- | ----------- | ------------------- | ----------- |
| 1. Lamía            | Lamía              | Lamía                     | 4912        |                     | 351 00      |
| 1. Lamía            | Lamía              | Gorgopotamos              | 4905        | Moschochori         | 351 00      |
| 1. Lamía            | Lamía              | Lianiokládhi              | 4913        |                     | 351 00      |
| 1. Lamía            | Lamía              | Pávliani                  | 4919        |                     | 351 00      |
| 1. Lamía            | Lamía              | Ypáti                     | 4925        |                     | 350 16      |
| 2. Amphiclée-Élatée | Kato Tithorea (en) | Amphiclée                 | 4903        |                     | 350 02      |
| 2. Amphiclée-Élatée | Kato Tithorea (en) | Élatée                    | 4908        |                     | 350 04      |
| 2. Amphiclée-Élatée | Kato Tithorea (en) | Tithoréa                  | 4923        | Kato Tithorea       | 350 15      |
| 3. Domokos          | Domokos            | Domokos                   | 4907        |                     | 350 10      |
| 3. Domokos          | Domokos            | Thessaliótida             | 4910        | Néo Monastirio (el) | 351 00      |
| 3. Domokos          | Domokos            | Xyniáda                   | 4917        | Omvriaki            | 350 10      |
| 4. Locriens         | Atalánti           | Atalánti                  | 4904        |                     | 352 00      |
| 4. Locriens         | Atalánti           | Dafnoussia                | 4906        | Livanátes           | 350 07      |
| 4. Locriens         | Atalánti           | Malesína                  | 4915        |                     | 350 01      |
| 4. Locriens         | Atalánti           | Oponte                    | 4918        | Martino (en)        | 350 05      |
| 5. Makrakomi        | Sperchiáda         | Makrakomi                 | 4914        |                     | 350 11      |
| 5. Makrakomi        | Sperchiáda         | Ágios Geórgios Tymfristoú | 4901        |                     | 350 17      |
| 5. Makrakomi        | Sperchiáda         | Spercheiada               | 4921        |                     | 350 03      |
| 5. Makrakomi        | Sperchiáda         | Tymfristós                | 4924        |                     | 350 17      |
| 6. Kaména Voúrla    | Kaména Voúrla      | Agios Konstantinos (en)   | 4902        |                     | 350 06      |
| 6. Kaména Voúrla    | Kaména Voúrla      | Kamena Vourla             | 4911        |                     | 350 08      |
| 6. Kaména Voúrla    | Kaména Voúrla      | Mólos                     | 4916        |                     | 350 09      |
| 7. Stylida          | Stylida            | Stylida                   | 4922        |                     | 353 00      |
| 7. Stylida          | Stylida            | Echinéi                   | 4909        | Raches              | 353 00      |
| 7. Stylida          | Stylida            | Pelasgía                  | 4920        |                     | 350 13      |